# SAVA P-58
 (octobre 2021).
La mise en forme du texte ne suit pas les recommandations de Wikipédia : il faut le « wikifier ».
Les points d'amélioration suivants sont les cas les plus fréquents :
- Les titres sont pré-formatés par le logiciel. Ils ne sont ni en capitales, ni en gras.
- Le texte ne doit pas être écrit en capitales (les noms de famille non plus), ni en gras, ni en italique, ni en « petit »…
- Le gras n'est utilisé que pour surligner le titre de l'article dans l'introduction, une seule fois.
- L'italique est rarement utilisé : mots en langue étrangère, titres d'œuvres, noms de bateaux, etc.
- Les citations ne sont pas en italique mais en corps de texte normal. Elles sont entourées par des guillemets français : « et ».
- Les listes à puces sont à éviter, des paragraphes rédigés étant largement préférés. Les tableaux sont à réserver à la présentation de données structurées (résultats, etc.).
- Les appels de note de bas de page (petits chiffres en exposant, introduits par l'outil «  Source ») sont à placer entre la fin de phrase et le point final[comme ça].
- Les liens internes (vers d'autres articles de Wikipédia) sont à choisir avec parcimonie. Créez des liens vers des articles approfondissant le sujet. Les termes génériques sans rapport avec le sujet sont à éviter, ainsi que les répétitions de liens vers un même terme.
- Les liens externes sont à placer uniquement dans une section « Liens externes », à la fin de l'article. Ces liens sont à choisir avec parcimonie suivant les règles définies. Si un lien sert de source à l'article, son insertion dans le texte est à faire par les notes de bas de page.
- La présentation des références doit suivre les conventions bibliographiques. Il est recommandé d'utiliser les modèles {{Ouvrage}}, {{Chapitre}}, {{Article}}, {{Lien web}} et/ou {{Bibliographie}}. Le mode d'édition visuel peut mettre en forme automatiquement les références.
- Insérer une infobox (cadre d'informations à droite) n'est pas obligatoire pour parachever la mise en page.

Pour une aide détaillée, merci de consulter Aide:Wikification.
Si vous pensez que ces points ont été résolus, vous pouvez retirer ce bandeau et améliorer la mise en forme d'un autre article.
La SAVA P-58 était le premier véhicule utilitaire fabriqué par la toute nouvelle société SAVA en 1959, un petit camion avec cabine semi-avancée en fibres de verre.

## Histoire

### Contexte
Depuis la fin de la guerre civile espagnole, l'industrie automobile espagnole était inexistante. Le pays était frappé par les sanctions internationales et le général Franco s'étant enfermé dans une politique d'autarcie totale. Toutes les filiales des constructeurs étrangers important des véhicules ou les produisant sur place ayant fermé leurs usines, faute d'approvisionnements en matières premières et composants importés.
À l'exception de la branche industrielle du petit constructeur espagnol indépendant Hispano-Suiza, jusqu'en 1946, l'Espagne ne comptait aucun constructeur spécialisé dans la production de véhicules utilitaires de moyen tonnage ou lourds. 

### Histoire de SAVA[1]
En 1938, Francesco Scrimieri, salarié du groupe italien FIAT, vient en Espagne comme volontaire civil avec les troupes fascistes de Mussolini. Affecté au parc mobile de Valladolid, à la fin de la guerre civile, il décide de rester en Espagne. En 1940, avec un ami italien, il crée la société FADA - Fabricación de Artículos de Aluminio (Fabrication d’Articles en Aluminium), une entreprise spécialisée dans les ustensiles de cuisine en aluminium. Peu après, son ami et associé décide de rentrer en Italie, son pays natal, et Francesco Scrimieri reste seul à la tête de la société. 
L'entreprise se développe rapidement et se diversifie. En 1952, elle commence à fabriquer des petits triporteurs, les fameux "motocarri" italiens. 
En 1954, FADA présente le P-54, un utilitaire de forte capacité à trois roues avec une charge utile de 1,5 T qui ne connaîtra un succès commercial très limité. En 1957, la société SAVA - Sociedad Anónima de Vehículos Automóviles est créée et intègre en son sein la société FADA. Elle poursuit la fabrication du P-54 à 3 roues sous la marque SAVA, mais avec une charge utile augmentée. 
SAVA va développer son offre avec des modèles plus classiques à 4 roues à partir de 1959, dès que la société aura reçu l'autorisation gouvernementale pour fabriquer ce type de véhicule à raison de 1.000 exemplaires annuels au maximum. 

## Le SAVA P-58
En 1957, la société SAVA - Sociedad Anónima de Vehículos Automóviles est créée et obtient (enfin) une autorisation gouvernementale pour fabriquer des véhicules utilitaires à 4 roues. 
Le véhicule est un petit camion avec une cabine en fibre de verre afin de réduire la tare. Il est homologué avec une charge utile de 2,5 tonnes. Il est équipé du moteur diesel Barreiros EB-4 développant 55 ch SAE.
La fabrication du SAVA P-58 prend fin en 1962 et est remplacé par le nouveau petit camion SAVA-Austin S-66